# طور الطويلية (طور الباحة)

تعديل مصدري - تعديل

طور الطويلية هي إحدى قرى عزلة طور الباحة بمديرية طور الباحة التابعة لمحافظة لحج، بلغ تعداد سكانها 286 نسمة حسب تعداد اليمن لعام 2004.